# Welsh International 1932
Die Welsh International 1932 fanden in Llandudno statt. Es war die sechste Auflage dieser internationalen Meisterschaften von Wales im Badminton.

## Finalresultate
| Disziplin    | Sieger                          | Finalist                       | Ergebnis          |
| ------------ | ------------------------------- | ------------------------------ | ----------------- |
| Herreneinzel | Willoughby Hamilton             | Raymond M. White               | 15–9, 15–6        |
| Dameneinzel  | Alice Woodroffe                 | Leoni Kingsbury                | 11–7, 11–2        |
| Herrendoppel | Donald C. Hume Raymond M. White | Willoughby Hamilton T. P. Dick | 15–7, 11–15, 15–6 |
| Damendoppel  | L. W. Myers Alice Woodroffe     | Brenda Speaight Marian Horsley | 12–15, 15–2, 15–7 |
| Mixed        | T. P. Dick Hazel Hogarth        | Ralph Nichols Nora Coop        | 15–3, 1–15, 15–12 |

## Referenzen
- Annual Handbook of the International Badminton Federation, London, 28. Auflage 1970, S. 311–312.
- http://www.badmintonmuseumireland.ie/historical_190601.html
- Welsh Championships. In: Aberdeen Press and Journal. 5. Dezember 1932, S. 4, abgerufen am 30. Juli 2025 (englisch).